# Punktstreifen-Argusfisch
Der Punktstreifen-Argusfisch (Selenotoca multifasciata, Syn.: Scatophagus multifasciatus) ist ein Brackwasser- und Meeresfisch, der im tropischen Indopazifik von der Küste von Sulawesi im Westen bis Neukaledonien im Osten vorkommt. Er lebt auch an den Küsten Australiens, jedoch nicht an der Südküste.

## Merkmale
Er kann eine Maximallänge von 40 cm erreichen. Die Fische sind grünlich mit silbrigem Schimmer. Kopfoberseite und „Nacken“ sind bräunlich. Auf dem Rücken zeigen sie einen schwachen messingfarbenen Glanz. Die Lippen sind schwarz, bei Individuen, die kleiner als 6 cm sind, sind auch die hinteren Ränder der weichstrahligen Abschnitte von Rücken und Afterflosse schwarz, sowie der Hinterrand der Schwanzflosse. Exemplare, die größer als 4 cm sind, zeigen auf den Körperseiten 7 bis 15 schmale, senkrechte Binden, die sich unterhalb der Seitenlinie in einzelne Punkte auflosen. Diese sind kleiner als der Augendurchmesser. Das Maul ist klein, steht horizontal und ist nicht protraktil (nicht vorstreckbar). Die Larven der Fische (Tholichthysstadium) sind durch einen großen Kopf mit mächtigen Knochenplatten gekennzeichnet. Mit der Zeit geht das Tholichthysstadium durch Rückbildung der Kopfpanzerung in den adulten Fisch über. Bei Jungfischen sind die Flossenstacheln der Rücken-, der After- und der Bauchflossen mit einem dünnen, Gift absondernden Drüsengewebe versehen. 
- Flossenformel: Dorsale XI-XII/16, Anale IV/16, Pectorale 16, Ventrale I/5.

## Ökologie
Der Punktstreifen-Argusfisch lebt in flachem Wasser bis in Tiefen von fünf Metern vor allem in brackigen Mangrovengebieten und Flussmündungen, Häfen und den Unterläufen von Flüssen. Er ernährt sich von Würmern, Krebstieren, Insekten und Pflanzen. 